# Henderson County, Illinois
Henderson County är ett administrativt område i delstaten Illinois i USA, med 7 331 invånare. Den administrativa huvudorten (county seat) är Oquawka. 

## Politik
Henderson County tenderar att rösta på demokraterna i politiska val.
Demokraternas kandidat har vunnit countyt i samtliga presidentval sedan valet 1988 utom i valet 2016 då republikanernas kandidat vann med 61,3 procent av rösterna mot 32,8 för demokraternas kandidat, vilket är den största segern i countyt för en kandidat sedan valet 1956.

## Geografi
Enligt United States Census Bureau har countyt en total area på 1 023 km². 981 km² av den arean är land och 42 km² är vatten.

### Angränsande countyn
- Mercer County - nord
- Warren County - öst
- McDonough County - sydost
- Hancock County - syd
- Lee County, Iowa - sydväst
- Des Moines County, Iowa - väst